# NGC 7829
NGC 7829 é uma galáxia  localizada na direcção da constelação de Cetus. Possui uma declinação de -13° 25' 16" e uma ascensão recta de 0 horas, 06 minutos e 29,1 segundos.
A galáxia NGC 7829 foi descoberta em 1886 por Frank Leavenworth.